# American Paint Horse

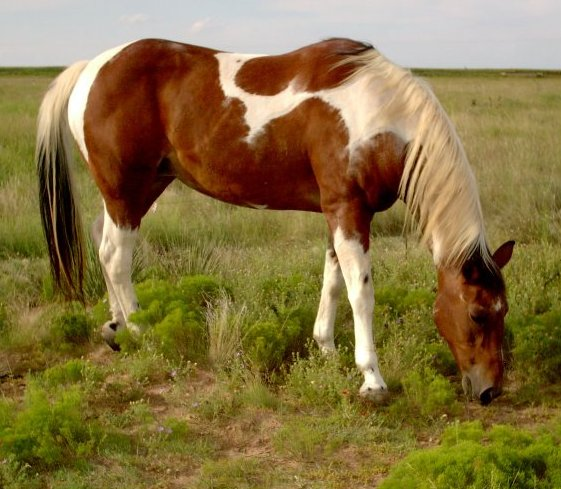
American paint horse, zbarvení tobiano.

American Paint Horse, americký paint horse či jen paint horse patří mezi plemena koní vyšlechtěná v USA na dobytkářských rančích. V podstatě jde o strakatě zbarvené jedince plemene Quarter Horse. Popularita zbarvení, po němž je ostatně i pojmenováno, zapříčinila vznik plemene. Kromě čistokrevných koní může být do plemenné knihy rovněž zapsán kříženec plemen paint horse a quarter horse nebo paint horse a anglického plnokrevníka. Dnešní zástupci plemene jsou potomky španělských koní dovezených do Ameriky kolonizátory. Se vzrůstající oblibou rekreačního a westernového ježdění vzrůstá populace těchto koní i na Evropském kontinentě.

## Popis
Základním plemenným rysem je pevná kostra s mohutným osvalením uzpůsobeným pro celodenní práci. Celé tělo působí kompaktním dojmem, hlava je krátká s širokým čelem a výraznými žuchvami a malýma ušima. Krk je široký a nízko nasazený. Hruď je dostatečně prostorná, hřbet krátký a pružný. Záď je široká, oblá a markantně a nasvalená. Končetiny jsou suché ale silné, s neobyčejnou akcelerační schopností. Požadovanými povahovými rysy jsou především mírnost a ochota k práci. Výška okolo 145 - 162 cm.

## Zbarvení
U plemene American paint horse rozeznáváme tři základní typy zbarvení:

### Tobiano
Toto zbarvení můžeme poměrně často vidět i u některých jiných plemen. Vyskytují se zde jedinci téměř bílý nebo naopak se skoro nepostřehnutelnými ostrůvky bílé barvy. Vyznačuje se kulatými nebo oválnými skvrnami, celkem běžné jsou malé skvrnky na bílé ploše (jako "inkoustové kaňky"). Bílá barva je jasně oddělená a rozmístěná vertikálně. Hranice mezi barvami je tvořena pigmentovanou kůží, překrytou bílými chlupy, takže vypadá jako stín vržený tmavší barvou na bílý podklad. Na hlavě se bílá barva objevuje pouze formou běžných odznaků (jako jsou lysina, hvězda, apod.), nebo vůbec není na hlavě přítomná, rovněž oči bývají obvykle tmavé. Tmavší barva přesahuje v některém místě mezi ušima a ocasem hřbet. Nohy jsou většinou bílé a stejně tak kopyta.

### Overo
Overo (španělsky "jako vajíčko") Zahrnuje tři další, geneticky zcela odlišná zbarvení:

#### Frame overo

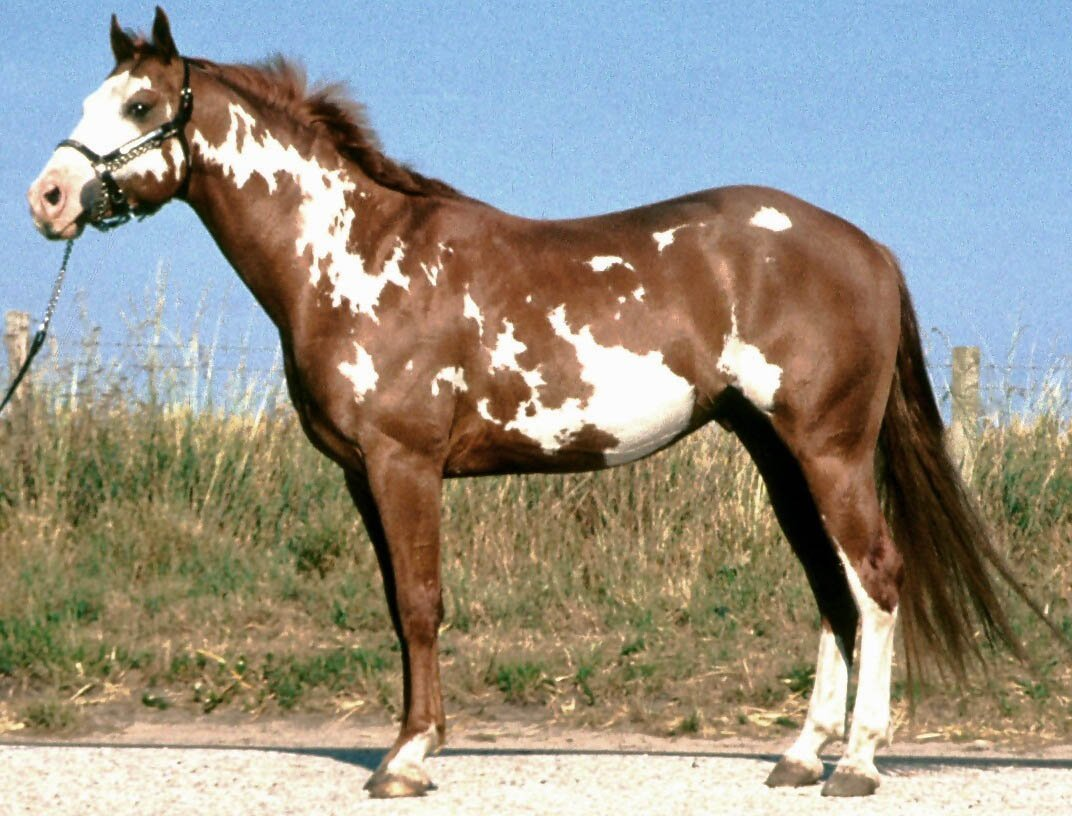
Zbarvení frame overo.

Jedinci tohoto zbarvení vypadají jako "orámovaní". Hranice mezi bílou a tmavší barvou má jasně patrné zubaté okraje. Bílá barva se obvykle vyskytuje na hlavě, uprostřed krku a trupu a tmavší barva ji rámuje. Bílá barva nikdy nesahá přes hřbet. Nohy jsou většinou tmavé a mohou se na nich vyskytovat běžné odznaky jako u jednobarevných koní. Jedno nebo obě oči mohou být modré, rovněž se vyskytují světlá kopyta. U koní se zbarvením frame overo se nejčastěji vyskytuje genetická vada zvaná Overo Lethal White Syndrome , neboli syndrom smrtící bílé.

#### Splashed white

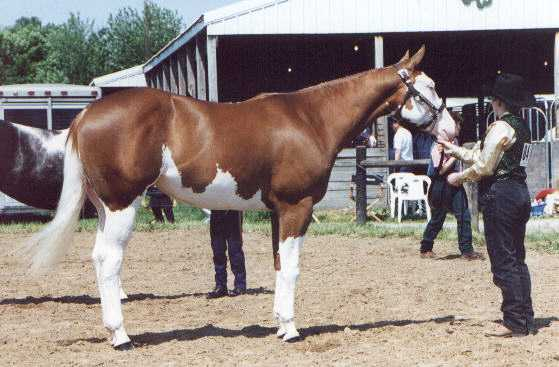
Zbarvení splashed white.

Jde o nejvzácnější zbarvení u všech plemen koní. Jak už název napovídá, tito koně vypadají jako namočení do kyblíku s bílou barvou. Předěl mezi barvami je jasně zřetelný a hladký. Hlava je často celá bílá, s výjimkou uší, které jsou často tmavé.Oči mohou být modré. Bílá barva téměř nikdy nesahá přes hřbet. Nohy a spodní partie krku trupu jsou obvykle celé bílé. Mnozí koně tohoto zbarvení se však rodí hluší.

#### Sabino
Tento typ zbarvení se vykytuje celkem hojně i u ostatních plemen. Hranice mezi bílou a tmavší barvou je velmi nezřetelná a má roztřepené okraje, rovněž se vyskytují hojná prokvetlá místa. Někteří tito koně s minimální intenzitou tohoto zbarvení však mohou být k nerozeznání od jednobarevných koní s běžnými odznaky. Bílá barva se obvykle vyskytuje na nohou a spodní části trupu, odkud se rozlézá po břiše jakoby stoupá nahoru. V extrémních případech se mohou vyskytnout téměř bílí jedinci, avšak stále zůstávají patrné skvrnky na uších a u kořene ocasu. Toto zbarvení není spojeno s genem způsobujícím Overo Lethal White Syndrome.

### Tovero

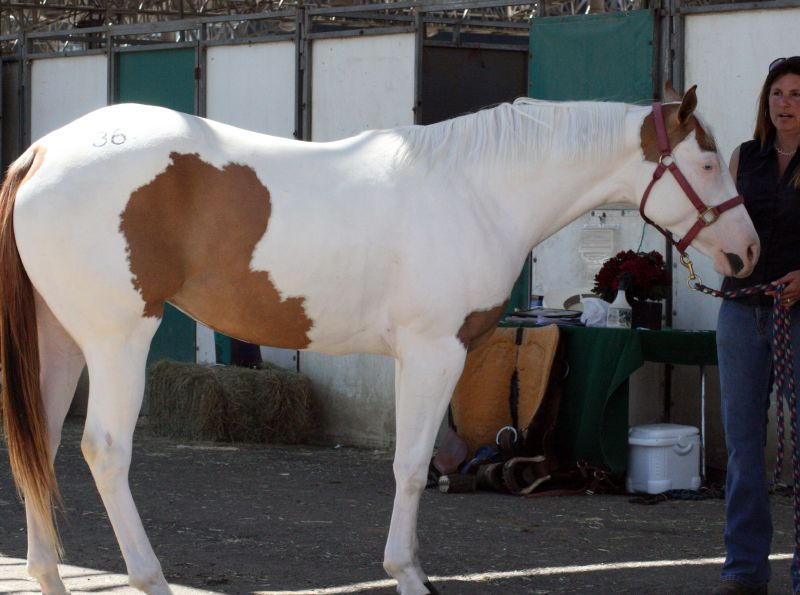
Zbarvení tovero.

Tovero vzniká ze spojením koně tobiano a overo, někdy i ze spojení jednobarevného koně a koně zbarvení tobiano. Krom extrémních případů se toto zbarvení vyznačuje obvykle tmavou pigmentací kolem uší, na čele, někdy kolem očí, nebo huby, odkud potom stoupá až na líce. Oči mohou být modré. Skvrny se rovněž vyskytují na hrudi a krku, rovněž na slabinách a na kořeni ocasu. Mohou se vyskytnout i téměř bílí jedinci jen s tmavými skvrnami na uších, nebo naopak tmaví jedinci, připomínající, až na bílou barvu na hlavě, zbarvení tobiano. Je proto velmi těžké tyto jedince správně zařadit.

### Solid paint bred
Vlivem genetiky nelze zabránit, aby se z čistokrevných koní american paint horse nerodila jednobarevná hříbata. Až do nedávna nebylo možné tyto koně nikde zaregistrovat, nyní je však pro tyto koně zřízen samostatný oddíl v plemenné knize zvaný jako Solid paint bred.

### Názvosloví barev
K typu zbarvení se obvykle připojuje i název základní barvy koně (např.: sorrel tobiano), názvosloví se však někdy poněkud liší od českého:
- Bay [bej](světlý hnědák) - barva od světle hnědé až po zrzavo-hnědou, hříva, ocas a nohy jsou černé.
- Black [blek] (vraník) - srst, hříva i ohon jsou sytě černé.
- Brown [braun] (tmavý hnědák) - barva srsti je od tmavě hnědé po černou se světlejšími místy na hlavě a ve slabinách.
- Sorrel [sorel] (ryzák) - srst je rezavá a stejné barvy (nebo o málo světlejší) i hříva a ocas.
- Chesnut [česnat] (játrový ryzák) - srst je rezavá až hnědo-rezavá, ocas a hříva jsou stejné barvy, nebo o něco světlejší.
- Dun [dan] - srst je nažloutlá nebo zlatavá, ocas a hříva jsou černé nebo hnědé, vyskytuje se úhoří pruh, "oslí kříž" na kohoutku a "zebrování" na nohou.
- Red Dun [red dan] - zlatavá nebo nažloutlá srst s nádechem do červena, ocas a hříva jsou zrzavé, někdy i se světlými žíněmi, rovněž se vyskytují úhoří pruh, "oslí kříž" na kohoutku a "zebrování" na nohou.
- Grullo [grulo] (myšák) - srst je kouřově šedá (nejedná se o směs černých a bílých chlupů), žíně jsou tmavé, nohy jsou často černé, vyskytuje se úhoří pruh.
- Bucksin [baksin] - srst je žlutá nebo zlatavá s šedým nádechem, hříva, ocas a nohy jsou černé, může mít rovněž úhoří pruh.
- Palomino [palomino] - srst je nažloutlá nebo zlatá, žíně jsou zlatavé nebo bílé.
- Gray [grej] (vybělující bělouš) - srst se skládá ze směsi bílých a tmavých chlupů, takovíto koně se rodí tmaví a postupně vybělují.
- Red roan [red roun] (červený bělouš) - srst je ze směsi bílých a zrzavých chlupů, zrzavé jsou hlavně hlava a nohy, kůň nevyběluje.
- Blue roan [blu roun] (modrý bělouš) - srst se skládá ze směsi bílých a černých chlupů, případně i příměsi rezavých a hnědých chlupů, nohy a hlavy jsou tmavé, kůň rovněž nevyběluje.
- Bay roan [bej roun] - srst je ze směsi bílých chlupů, barva sahá od rezavohnědé po hnědou, hříva, ocas a nohy jsou černé, kůň rovněž nevyběluje.
- Cremello [kremelo] - srst, ocas a hříva jsou smetanové, kůže je růžová, oči jsou modré nebo bezbarvé.
- Perlino [perlino] - srst je smetanová až bílá, žíně jsou světle zrzavé až světle hnědé, kůže je růžová nebo šedá, oči modré nebo bezbarvé.

## Lethal white syndrome
Lethal white syndrome, neboli "syndrom smrtící bílé" je genetické onemocnění, které je často spojované se zbarvením overo, pravdou ale je že ne každý takto zbarvený kůň je nositelem tohoto genu. Jeho přítomnost lze dnes již poměrně snadno zjistit, pouze jeden tento gen však není pro koně nijak nebezpečný. Hříbě, které zdědí po rodičích od každého po jednom tomto genu, se rodí zcela bílé a umírá do několika hodin po porodu na poruchu trávicího traktu. Na druhou stranu se vyskytují i úplně bílá hříbata po dvou rodičích zbarvení overo, která nejsou nositeli tohoto genu a dožívají se dospělosti. Křížení dvou jedinců zbarvení overo tedy možné je, ale je zde téměř 25% riziko výskytu této choroby.

## Historie
American paint horse je v podstatě skvrnitou variantou plemene quarter horse vzniklou v důsledku genetických zákonitostí. Po založení plemenné knihy quarter horse se však ze strakatě zbarvených koní stal jakýsi "koňský odpad" nesplňující baravné standardy. Díky sklonu dávat barevná hříbata, který je patrný u všech významných linií quarterů, vznikla potřeba zařadit někam tyto neregistrovatelné, ač velmi kvalitní koně. Několik majitelů proto v roce 1961 založilo American Paint Quarter Horse Association, organizaci, která registruje strakaté quartery. Protože se však ukázalo, že se nelze vyhnout ani jednobarevným hříbatům ze strakatých koní, byl pro ně zřízen samostatný oddíl. V roce 1965 vznikla American Paint Horse Association a dnes patří plemeno k nejrychleji se rozrůstajícím na světě.

## Využití
Tito koně se kromě původního zaměření k práci na rančích nyní uplatňují ve sportu v četných odvětvích jezdeckého sportu, nejčastěji jej ale ovšem můžeme vidět na westernových kolbištích. V poslední době si plemeno získává zájem z řad rekreačních jezdců a i v našich končinách se těší stále širší oblibě.
VÝŠKA-Americký paint horse je od 150 do 160 cm vysoký. 